# Групповой секс

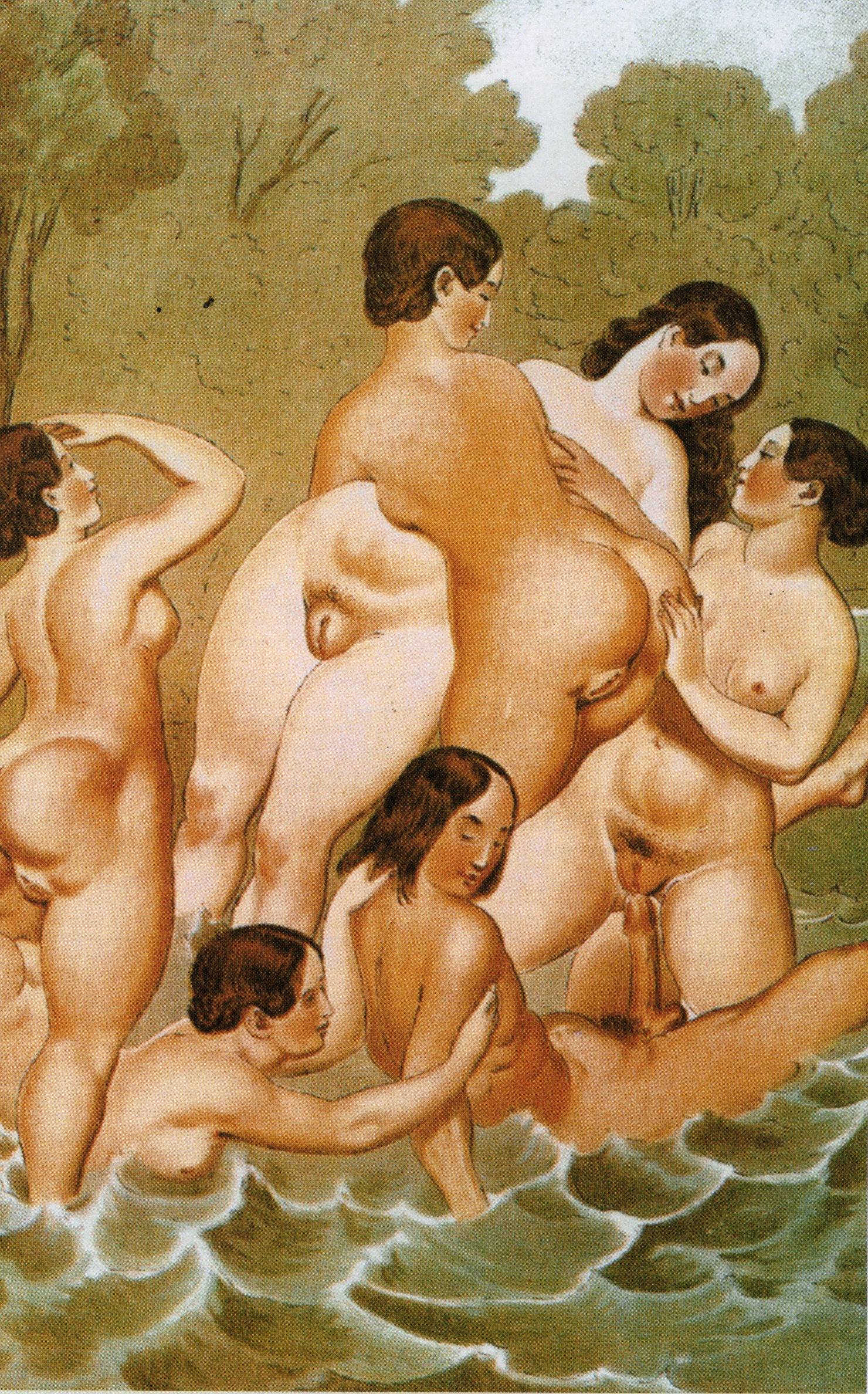
Петер Фенди, 1835

Группово́й секс — форма сексуального поведения человека, в которой участвуют более двух субъектов одновременно. Феномен, напоминающий групповой секс, наблюдался также у некоторых других видов животных, например, овец и бонобо (см. статью половое поведение животных).
Любое сексуальное поведение, практикуемое двумя людьми, может быть частью группового секса, также как и некоторые формы сексуального поведения, возможные только при наличии нескольких участников.
Те же предостережения по поводу безопасного секса, которые относятся к сексу «один на один», относятся и к групповому сексу, по тем же самым причинам. Люди, которые практикуют групповой секс, могут иметь больше сексуальных партнёров, и по этой причине могут быть более подвержены риску заболеваний, передаваемых половым путём, чем люди, имеющие меньшее количество сексуальных партнёров.
Групповой секс может происходить между людьми разных сексуальных ориентаций (гетеросексуальной, гомосексуальной и бисексуальной) и гендеров.

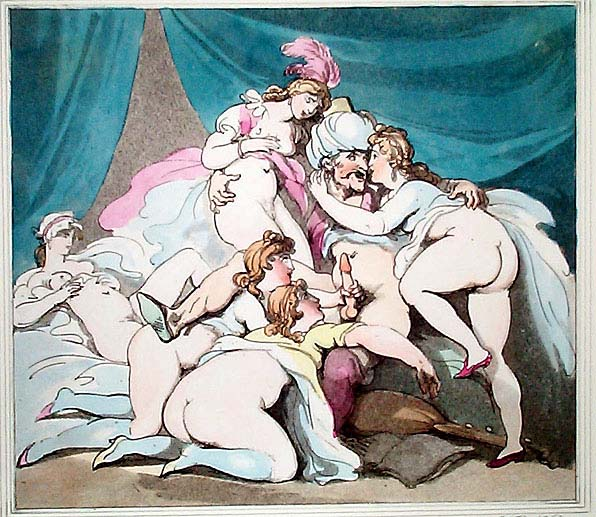
Томас Роулендсон, сцена секса в гареме с наложницами

## Обозначения

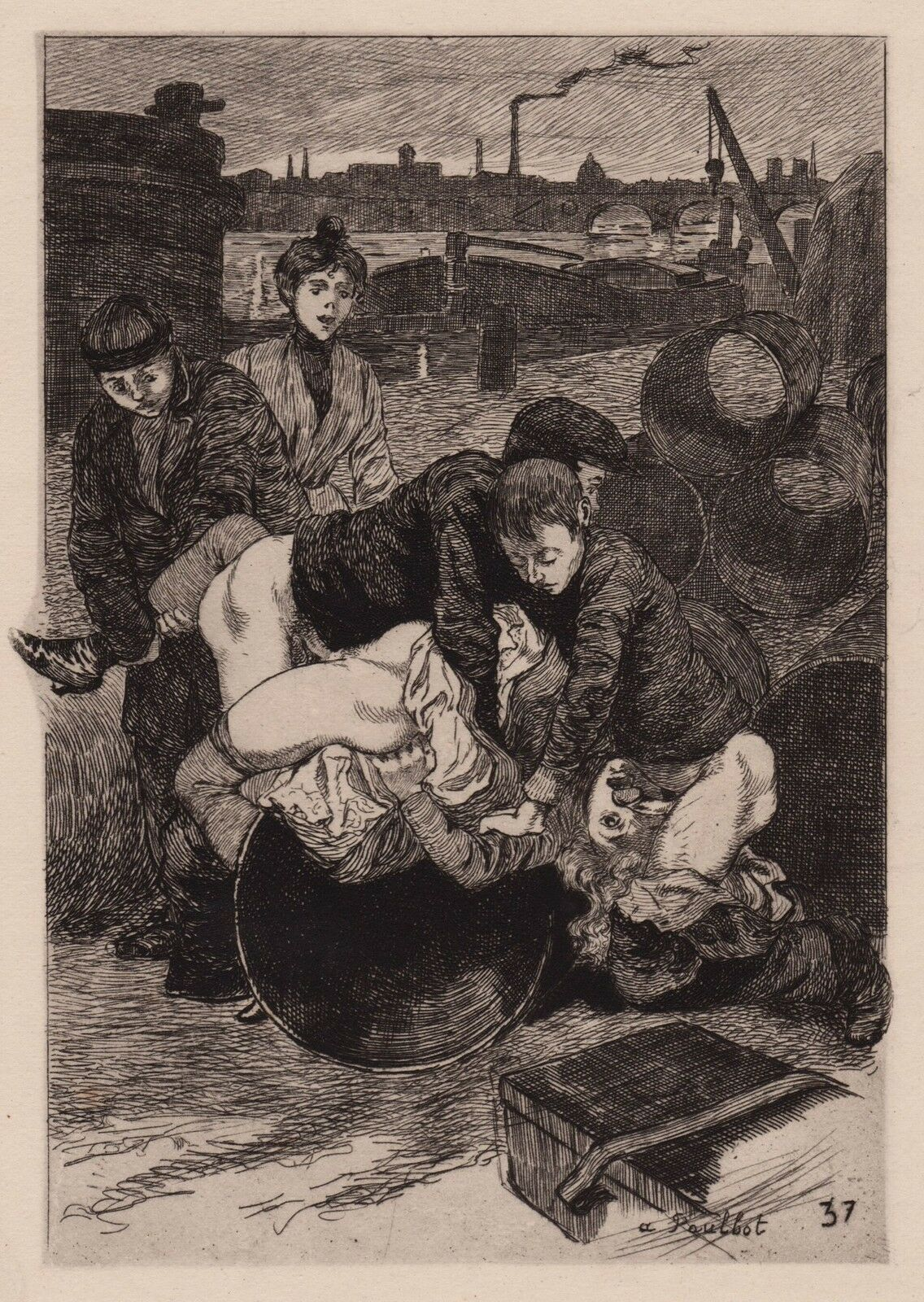
Мартин ван Маэле, иллюстрация к La Grande danse macabre des vifs, 1905

Для удобства среди практикующих групповой секс возникла своя система обозначений разновидностей такого секса. Система кодирования очень проста и состоит из комбинации букв М (мужчина) и Ж (женщина).
Например, МЖМ — это секс 2 мужчин с одной женщиной, ЖМЖ — мужчина с двумя женщинами, МММ — трое мужчин, ЖЖЖ — три женщины. Такая система позволяет легко описать любой акт группового секса. Также распространён латинизированный вариант этой системы, с буквами M и F (англ. male (самец) и female (самка) соответственно), дающими комбинации типа FMF, MFM, MMM, FFF.

## Групповой секс, традиционнаяморальирелигия
В европейской христианской культуре групповой секс расценивался как свальный грех.

## Сексуальные девиации
У лиц с устойчивым предпочтением к групповому сексу зачастую наблюдаются различные сексуальные девиации, в некоторых случаях граничащие с психопатологией, как, например, вуайеризм, эксгибиционизм, эксаудиризм, садизм и мазохизм.